# Takaya Honda
Takaya Honda, född 6 september 1987 i Canberra, är en australisk skådespelare. Han är främst känd för sin roll som "Josh" i TV-serien Kompisar på nätet.